# Dicrurus remifer
Dicrurus remifer е вид птица от семейство Dicruridae.

## Разпространение
Видът е разпространен в Бангладеш, Бутан, Камбоджа, Китай, Индия, Индонезия, Лаос, Малайзия, Мианмар, Непал, Тайланд и Виетнам.